# Cristóbal Herreros
Cristóbal Herreros (* 14. September 1909 in Barcelona; † 18. Dezember 2002 in Buenos Aires) war ein argentinischer Bandoneonist, Bandleader und Tangokomponist spanischer Herkunft.

## Leben und Wirken
Herreros kam als Kind mit seinen Eltern nach Argentinien. Als Jugendlicher gründete er ein Orchester mit Juan Trissi als zweitem Bandoneonisten, dem Geiger Juan Carlos Aiello und dem Kontrabassisten José Micheletti. Daneben arbeitete er als Stummfilmpianist im Kino Belgrano in Zárate. Nach Buenos Aires kam er mit der Gruppe Juan Elherts, der auch Héctor Stamponi, Enrique Francini und Armando Pontier angehörten. Bald darauf wurde er Mitglied des Orchesters Roberto Firpos, dem zu dieser Zeit die Bandoneonisten Juan Carlos Caviello, Juan Cambareri und Ángel Genta und die Geiger Orlando Perri, Roberto Rotta, Isidro López und A. Gerino angehörten. Zugleich gründete er eine Gruppe mit Caviello, dem Geiger Natalio Finkelstein, dem Pianisten Héctor Lacarrúa und dem Sänger Ignacio Díaz.
Von 1937 bis 1938 trat Herreros als Begleiter der Sängerinnen Rosita Quiroga und Azucena Maizani auf. 1940 gründete er ein Sextett mit Mario Caldara, Armando Scottieri, Roberto Pérez Prechi, Roberto Pansera, Héctor Lacarrúa und dem Sänger Alberto Morán. Mit einer späteren Formation mit José Libertella (zweites Bandoneon), Raúl Domínguez und Natalio Finkelstein (Geige), Héctor Lacarrua (Klavier), Alcides Rossi (Kontrabass), Oscar Ariz (Cello) und den Sängern Ana María, Rodolfo Díaz und Bernardo Maselli spielte er eine Reihe von Aufnahmen beim Label RCA Victor ein, die jedoch nicht dort, sondern beim japanischen Label Crismar erschienen.